# Шефове гадняри
„Шефове гадняри“ (на английски: Horrible Bosses) е американска черна комедия на режисьора Сет Гордън. Сценарият е на Майкъл Маркоуиц, Джон Франсис Дейли и Джонатан Голдстийн. Главните роли се изпълняват от Джейсън Бейтман, Чарли Дей, Джордж Клуни, Джейсън Судейкис, Дженифър Анистън, Колин Фарел, Кевин Спейси, Брадли Купър  и Джейми Фокс. Бейтман, Дей и Судейкис играят ролите на трима приятели, които решават да убият арогантните си шефове, чиито роли се изпълняват съответно от Спейси, Анистън и Фарел.